# June Callwood
 (mars 2018).
June Rose Callwood, née le 2 juin 1924 à Chatham-Kent (Ontario) et morte le 14 avril 2007 à Toronto, est une journaliste canadienne, écrivaine et activiste dans la défense des droits civils.

## Jeunesse
June Callwood est née en 1924 à Chatham en Ontario et a d'abord vécu dans le village de Belle River. Elle fut l'aînée de trois jeunes sœurs et a eu une vie de famille assez perturbée. Cependant la présence de ses grandz-parents a permis de compenser ces perturbations familiales, en particulier grâce à la confiance qu'entretenait son grand-père paternel à l'égard de ses capacités.
Rédactrice en chef du journal étudiant Brantford Collegiate Grumbler, elle n'envisageait cependant pas encore sérieusement de se lancer dans une carrière de journaliste.

## Carrière
Après avoir arrêté les études prématurément, elle obtient un premier emploi au Brantford Expositor qui lui a permis d'acquérir les notions élémentaires du journalisme.
June Callwood a aussi écrit pour plusieurs autres journaux comme le Globe and mail et dans des magazines comme le Maclean's et le Châtelaine, en plus de rédiger 30 ouvrages.
Elle est membre fondatrice de la Writers' Union of Canada, la Writers' Development Trust et la section canadienne de PEN (poètes, essayistes et romanciers), organisation internationale qui se consacre à sensibiliser le public au sujet de la liberté d'expression et des droits démocratiques. Partisane des droits de la femme, June Callwood est membre-fondatrice de l'Association canadienne pour l'abolition des lois sur l'avortement et présidente de Maggie's, groupe de revendication qui vient en aide aux prostituées de Toronto.

## Honneurs
À Toronto, un parc a été nommé en l'honneur de Callwood (2004) ainsi qu'une rue, la June Callwood Way (2006). En 2007, elle reçoit le Writers' Trust Award.
En 1978, June Callwood devient membre de l'Ordre du Canada. En 1986, elle est promue Officier de l'Ordre du Canada; en 1988, on lui décerne l'Ordre de l'Ontario et, en 2001, elle est encore une fois promue et devient Compagnon de l'Ordre du Canada.

## Vie personnelle
En 1944, elle se marie avec son collègue Trent Frayne, avec qui elle a quatre enfants : Jill, Brant, Jesse et Casey.
Elle a conservé son nom de jeune fille, Mme Callwood, car le Globe n'employait pas de femmes mariées.
Une grave dépression, dans les années 1950, l'a amenée à effectuer la recherche sur laquelle elle a fondé le premier ouvrage qu'elle a publié sous son propre nom, Love, Hate, Fear and Anger. Les relations qu'elle a établi dans le monde de l'édition lui ont permis d'écrire plusieurs ouvrages, en tant que rédacteur anonyme, au sujet de célèbres Américains, dont Charles Mayo, Otto Preminger et Barbara Walters.
En tant qu'activiste et travailleuse humanitaire, la plupart de ses œuvres qui ont été publiées traitent de l'injustice, mais aussi de la compassion.

## Sélection d’œuvres
- Love, Hate, Fear and Anger — 1964
- Canadian Women and the Law — 1974
- The Law Is Not for Women — 1976
- Emma — 1984
- Emotions — 1986
- Twelve Weeks in Spring — 1986
- Jim : A Life With AIDS — 1988
- The Sleepwalker — 1990
- Portrait of Canada — 1991
- Trial Without End — 1994
- June Callwood's National Treasures — 1994
- The Man Who Lost Himself : The Terry Evanshen Story — 2000 (about CFL player Terry Evanshen)